# Laub (Prichsenstadt)
Laub is een plaats in de Duitse gemeente Prichsenstadt, deelstaat Beieren, en telt 291 inwoners (2005).